# サブカルチャー
サブカルチャー（英: subculture）とは、メインカルチャーと対比される概念である。1960年代から70年代前半までは反体制的なカウンターカルチャーが主流だったが、70年代後半以降、形骸化・商業主義化し、サブカルチャーに変質していったとの見方もある。日本におけるサブカルチャーは「サブカル」と略されることも多い。サブカルはファシズムに賛同せず、多様性の尊重や、メインの商業主義文化の堕落や欠点を修復し、市民の文化的渇望に応える点に特徴がある。
主流文化に対し、一部の集団を担い手とする文化を指す用語で、副次文化とも訳される場合もある。用語の起源は1950年に社会学者のデイヴィッド・リースマンが使用したのが最初である。意味は｢主流文化に反する個人のグループ｣という意味だった。また、サブカルチャーは、「マス・メディア提供の商業主義文化」とは異なる文化財、アート、価値観、行動様式など、本来の「文化」に近いものを指す。

## 概要

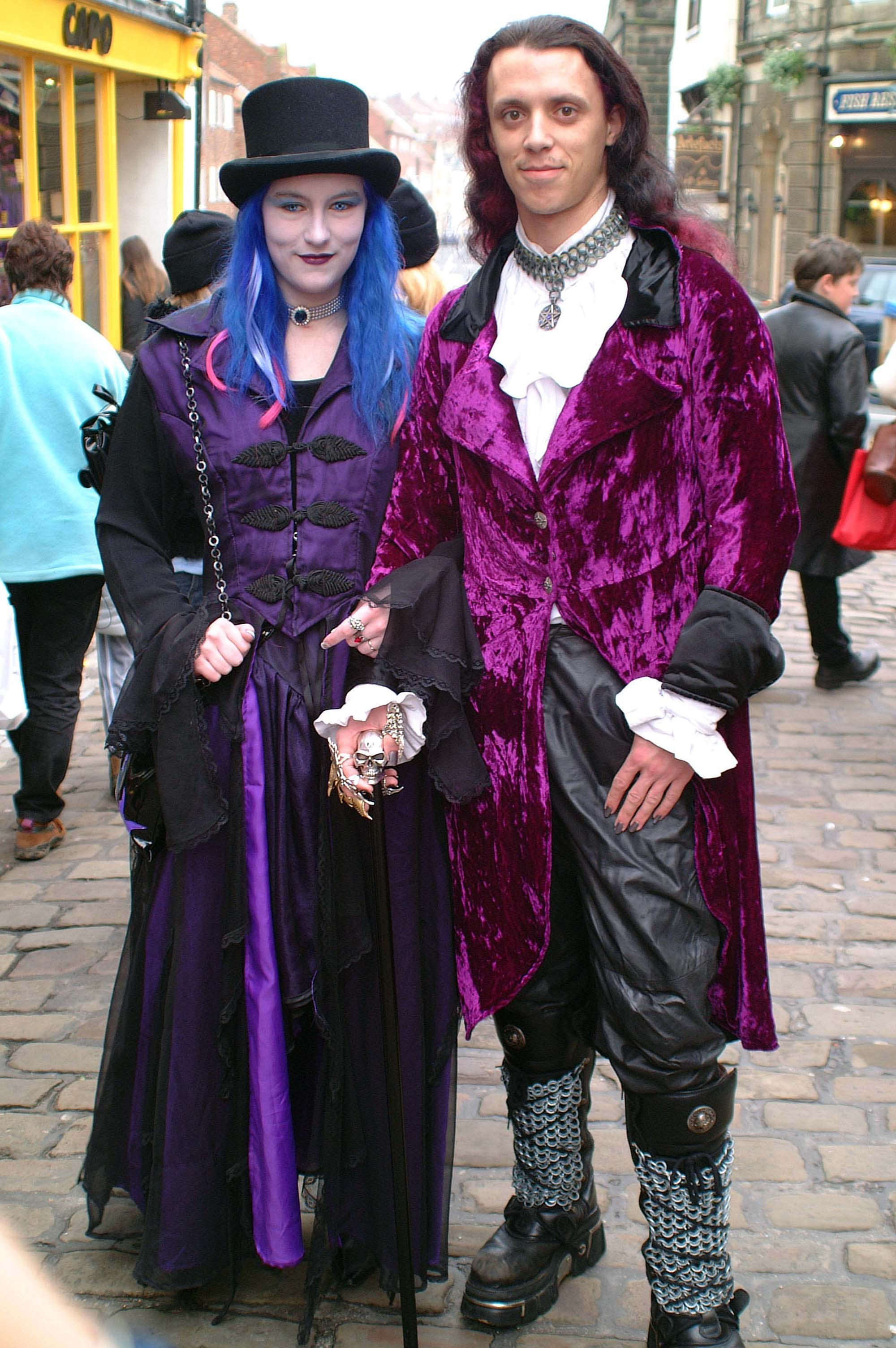
ゴス・ファッションのカップル

ハイカルチャーが受け手側にある程度の素養・教養を要求するのに対し、サブカルチャーは受け手を選別しない。サブカルチャーのサブは補う、第二のといった意味もある。つまり、映画、漫画、アニメ、タレント、アイドル、声優、特撮、ライトノベル、ポップミュージック、商業主義に走ったロック、娯楽映画などは大量生産・大量消費される商品だった。そのため、低く見られる傾向が強かった。しかし、20世紀末から21世紀にかけて、サブカルチャーは、ハイカルチャーやメインカルチャーと同程度の影響力を持つようになってきた。
日本では「ハイカルチャー対サブカルチャー」という文脈においてサブカルチャーという言説が用いられているが、欧米ではむしろ、社会の支配的な文化（メインカルチャー）に対する、マイノリティの文化事象を指す言葉として使われている。日本では特撮、アニメ、アイドルといった趣味を指す場合にサブカルチャーという用語が使用されることも多い。これらは、21世紀にはメインの大衆文化の一つとしてあげられている。

## 欧米のサブカルチャー

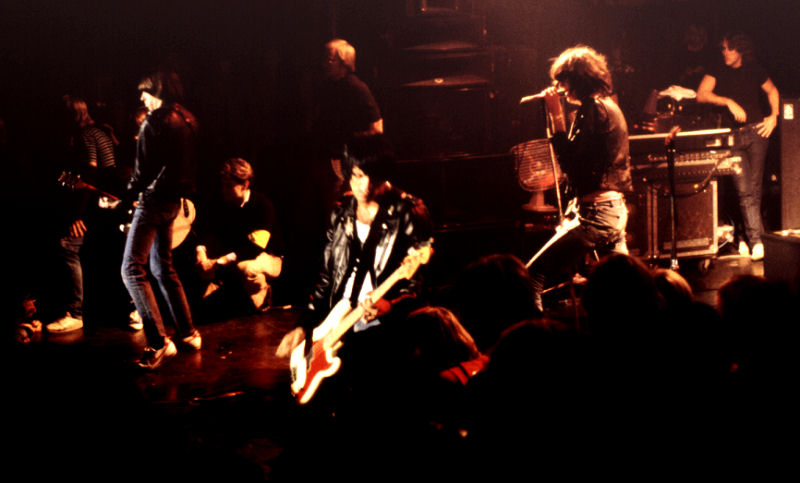
パンクバンドのラモーンズ

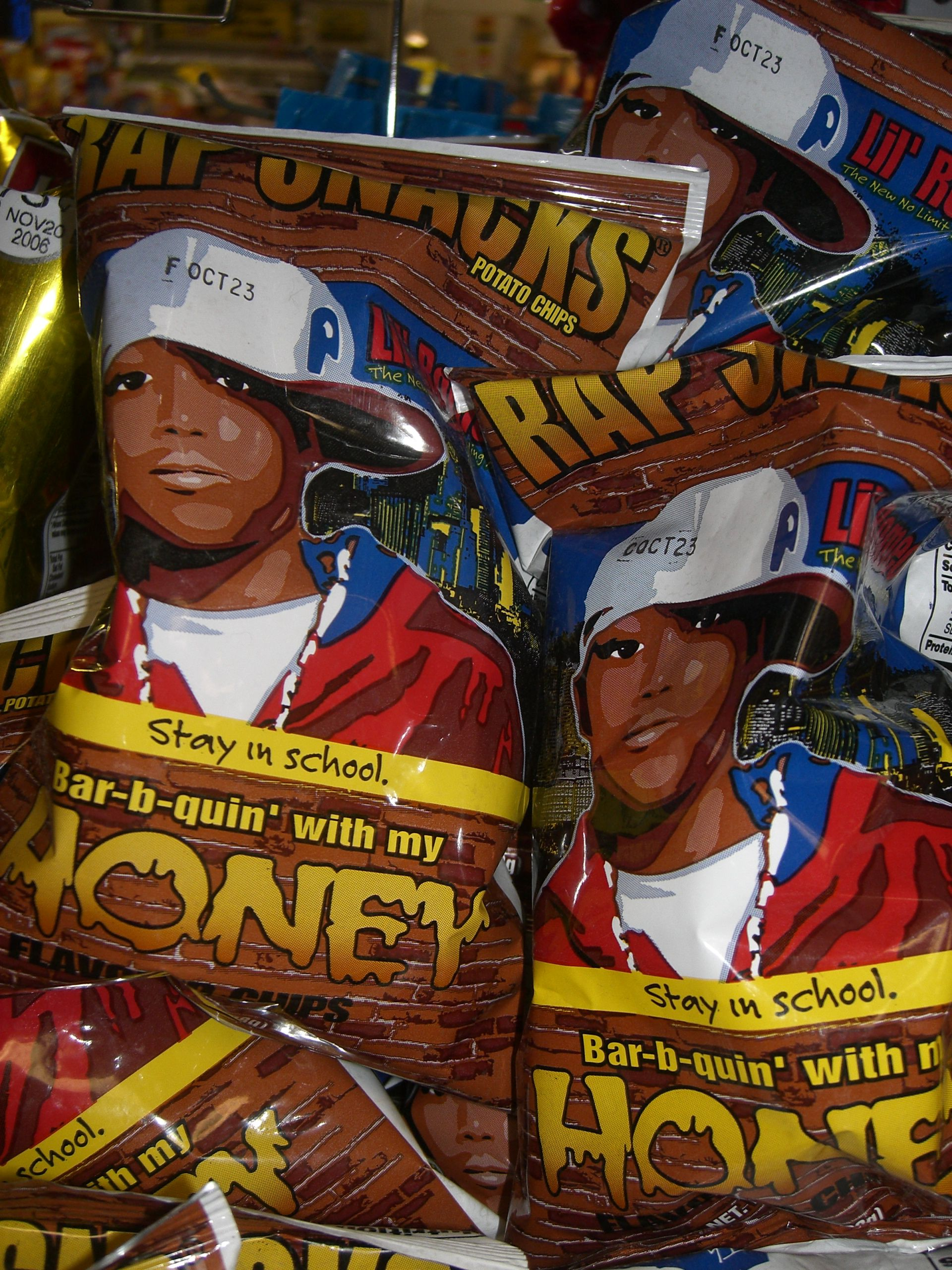
企業がラップのイラストを流用した、ポテトチップスのパッケージ

かつて文化と考えられたものは、ハイカルチャー（学問、文学、伝統的美術、クラシック音楽など）であり、ブルジョア階級や知識人、教養ある人々に支持されるものであった。文化を享受するには一定の教養が必要であり、少数者のものであった。
20世紀になって、大衆文化の時代になると、こうした文化観は次第に変化していった。大衆の一部はハイカルチャーを身に付けようと努力し、例えば文学全集を応接間に並べることが流行する、といった現象が見られた。第二次世界大戦後には知識人と呼ばれる人たちも次第に大衆文化（映画、マンガなど）に注目するようになった。例えば映画のジャンルも、大衆向けの娯楽に供するものと、芸術性を重視する作品が並存するようになった。
1960年代には、アメリカのベトナム反戦運動や公民権運動、ヒッピームーヴメントを始め、各国で既成の体制や文化に対する「異議申立て」が行われた。これはカウンターカルチャーとも呼ばれた。しかし1970年代後半にはカウンターカルチャーが衰退し、それに代わるサブカルチャーが注目されるようになった。かつての学生運動のようなカウンターカルチャーは諦めつつも、大衆文化への同化も拒否した若者たちの文化ともいえる。1970年代後半に登場したセックス・ピストルズ、ダムド、クラッシュらのパンクバンドやニュー・ウェイヴ、レゲエのミュージシャンも、サブカルチャーの一種だった。パンクは、ニューヨーク、ロンドンなどの大都市で発生したが、フランス、西ドイツ、オーストラリア、日本でも比較的早い時期にパンクの影響を受けたバンドが登場した。1980年代の文化的空白時代に、パンク/ニューウェイヴとともに新しいサブカル的音楽を提供していたのが、ゴシック・ロックのスージー&バンシーズ、ジョイ・ディヴィジョン、バウハウスらだった。 その後もラップ/ヒップホップ、ブレイクダンス、ニュージャック・スウィング、グラウンド・ビートなど、さまざまがサブカル的音楽が登場した。サブカルチャーも、カウンターカルチャーと同様に、差別やヘイト・クライム、暴力に反対している。2013年には、イギリスのグレイター・マンチェスター警察が、ゴスやパンク、エモに対する暴力を『ヘイト・クライム』に認定する画期的な出来事があった。

## 日本のサブカルチャー
上述のように日本におけるサブカルチャーと、ヨーロッパ、アメリカにおけるサブカルチャーはその意味する所が大きく異なった。これは反抗する対象としてヨーロッパでは階級社会、アメリカではピューリタン文化があったのに対し、日本製サブカルチャーはアメリカの模倣に留まっていたことが大きい。1980年代に入ると、ニュー・アカデミズムが流行し、専門家以外の人間が学問領域、特に社会学や哲学、精神分析などの言葉を用い学際的に物事を語るようになった。サブカルチャーという言葉もこの頃日本に輸入され、既存の体制、価値観、伝統とは異なる文化を提供するものとして使われた。この流れは一部の若い知識人や学生を魅了し、「80年代サブカルチャーブーム」と呼ばれる流行を作り出した。この頃のサブカルチャーは現在よりも多くの領域を包含し、漫画、アニメ、オタク、コンピューター・ゲーム以外にも、声優、アイドル、ハードロック/ヘヴィメタル、パンクなどのロックミュージック、芸能人、オカルト、鉄道マニアなどもサブカルチャーと見なされることがあった。しかし、1980年代サブカルチャーに共通して言えることは「マイナーな趣味」であったということである。
また左右の論者から日本の若者が右傾化していたのでサブカルチャーも右寄りになったと指摘される。戦後の若者は日教組的戦後民主主義思想と対立してきたほか、1990年代に入ると55年体制の崩壊に乗じてマルクス主義から転換した教条主義・権威主義的なリベラル市民主義者が日本で権威をもったため、若者は反発を抱いたとされる。
日本独特のおたく文化をサブカルチャーに区分することが適切かについては議論があるが（おたく活動を経て評論家に転向した岡田斗司夫などはサブカルチャーではないとしている）、いずれにせよ1980年代になると、かつて吉本隆明が予言したように、ハイカルチャーとの上下関係が消失していく。この頃のサブカルチャーは複数の要素を内包しつつも、ジャンル間に横の繋がりは希薄で、場合によっては複数の分野を掛け持ちすることはあったものの、基本的に愛好者たちは別々の集団を形成していた。しかし1990年代に入ると転機が訪れる。メディアミックスの名の下に漫画、アニメといったジャンルの統合が進んだのである。漫画がアニメ化され、アニメが小説化されるという現象によってこれらのジャンルは急速に接近し、俗に「おたく文化」と呼ばれる、その他サブカルチャーから突出した同質性を持つ集団を形成するようになる。パソコン通信やインターネットの時代になると、おたく文化とサイバーカルチャー・アングラカルチャー・カウンターカルチャーが融合し、「アンダーグランド性」と「内輪意識」が確立された。
オタク文化は、消費額が多いお坊ちゃん文化という面もある。おたく業界は、特化した雑誌メディアが囲い込んだ特定のファンにのみ情報発信するので、巨額の宣伝費は要らず、同時にそうやって囲い込まれたファンは集中的かつ高価格の商品に対し極端な購入の仕方をするため、売る側からすれば大変効率の良いものであった。
しかし、かつてはおたく=秋葉原=ダサい、サブカル=渋谷=カッコいいという極論が唱えられ、おたく文化の地位はサブカルチャー内においても低いもので、おたく文化との同一視を嫌う人が「サブカル」の語を使用した。また研究者の側からすれば未知の分野であるおたく文化の形成等に興味が無く、漫画、アニメをサブカルチャーから切り離すこともあった。岡田は1995年当時、セーラームーンやドラえもんや、マリオ、ソニックといったおたく的なものだけが世界に通用しているのに、アート系やデジタル系の雑誌はおたく文化を否定し続けていると批判している。おたく文化とサブカルチャーの境界は曖昧である。上記の秋葉原・渋谷二元論など、サブカルチャー同士が対立した場合もある。そのため、同じサブカルチャーという言葉を用いているにもかかわらず、まったく別の事柄について論じている場合が多々見られる。 「ユリイカ」の2005年8月増刊号では「オタクvsサブカル!」という企画を組んでいる。
音楽評論家の四方宏明はアキシブ系と関連して、秋葉系と渋谷系をステレオタイプ化すると以下のようになるとする。
| 秋葉系属性                             | 渋谷系属性                                 |
| -------------------------------------- | ------------------------------------------ |
| ヲタクカルチャー                       | ポップカルチャー（おしゃれサブカルを含む） |
| アイドル・ヲタク（カメラ小僧）         | 音楽マニア                                 |
| （萌え系）アニメ・ヲタク               | （ヌーヴェルヴァーグ系）映画マニア         |
| メイド喫茶                             | おしゃれカフェ                             |
| 大ぶりの銀縁メガネ                     | 小ぶりの黒縁メガネ                         |
| チェックのウールシャツ（ブランド不明） | ボーダーシャツ（Saint James）              |
| 宅八郎、森永卓郎、電車男               | 小西康陽、フリッパーズ、中田ヤスタカ       |
| AKB48、時東ぁみ、桃井はるこ            | カヒミ・カリー、野宮真貴、野本カリヤ、     |

ただし四方は秋葉系は街に根付いているが渋谷系は音楽的ムーブメントなので必ずしも渋谷がメッカとは言えない、渋谷を歩く人たちも渋谷系か疑問としている。また楳図かずおは「吉祥寺系」だという。
2000年代後半になると、アニメの海賊版などが動画サイトやSNSを通じて世界的に有名になり、これら文化とともに育った世代も成人を迎え、世界規模のOTAKU文化を生み出した。以降はおたく文化が、日本サブカルチャーの最大与党であり、サブカルチャーそのものという見方すらされている。その一方でインターネットの大衆的普及は「アンダーグランドさ」と「内輪」を薄めていき、2010年代にはSNSを通じた一般的で大衆的な商業コンテンツとなった。それがサブカルチャーといえるのかは異論もあり、松永天馬は「これ以上サブカルにこだわろうとすれば、それは懐古趣味になりかねない」と述べている。
日本ではサブカルチャーという言説が一人歩きしている。特にカルチュラル・スタディーズの専門家からは1980年代サブカルチャーブームを、日本において独自進化を遂げたものとして、その意義を認めようとする動きが出ている。1980年代サブカルチャーの側は、そもそもカルチュラル・スタディーズの概念に無関心である。もともと正規の学問の場を離れることを特徴の一つとしたニューアカデミズムの影響もあり、彼らのサブカルチャーは、起源を切り捨て独自進化を遂げたサブカルチャーの概念からメインカルチャーをも規定した。文化・メディア研究に詳しい上野俊哉は宮台真司らによるメインカルチャーの定義は、むしろハイカルチャーの概念に近いものであることを指摘している。

## 同義語/反対語
- ポップカルチャーがは同義語として使用されることもある。
- ハイカルチャーやメインカルチャーが反対語である。ただしサブカルチャーの台頭によりメインカルチャーとは何たるかが曖昧になっている。

## サブカル関連出版社
- 太田出版
- コアマガジン
- 彩図社
- 青林工藝舎 - 青林堂退社組が新たに設立
- 大洋図書
- 宝島社
- 徳間書店
- 日本ジャーナル出版
- 双葉社
- マガジンハウス

## 関連概念・ジャンルなど
- 現代アート
- ガロ系
- アキバ系
- エログロナンセンス
- ヘタウマ

## 書籍
- マーティン A.リー、ブルース・シュレイン 越智道雄訳『アシッド・ドリームズ―CIA,LSD,ヒッピー革命』（第三書館）